# Semafor (koalice)
Koalice „Semafor“ nebo Semaforová koalice (německy Ampelkoalition) je termín pocházející z prostředí německé politiky, označující vládní koalici mezi Sociálnědemokratickou stranou Německa, liberální Svobodnou demokratickou stranou a stranou zelených. Od prosince 2021 do listopadu 2024 taková koalice vládla na spolkové úrovni Německa. Pojmenování vyplývá z tradičních barev stran červené (SPD), žluté (FDP) a zelené (B’90/Grüne).
Programy SPD a Zelených jsou si blízké, předseda FDP mezi lety 2001–2011 Guido Westerwelle ale tuto koalici na federální úrovni kvůli přílišné odlišnosti programových priorit odmítal. Christian Lindner, předseda FDP od roku 2013, v září 2021 připustil, že jediným bodem, na kterém se bez problému s SPD a Zelenými shodne, je legalizace  rekreačního užití marihuany. SPD se Zelenými o koalici s FDP jednali například po volbách do zemského sněmu Severního Porýní-Vestfálska v roce 2010, nakonec ale vznikla menšinová vláda těchto dvou stran bez FDP. Po volbách v roce 2016 semaforová koalice vznikla ve spolkové zemi Porýní-Falc, kde uspěla i v následujících volbách v roce 2021. O Semaforu ve spolkovém sněmu se spekulovalo před volbami v roce 2017, nakonec ale vznikla Velká koalice SPD a CDU/CSU.

## Spolková vláda v letech 2021–2024
Semafor byl vedle „Jamajky“ (CDU/CSU namísto SPD) a levicové koalice SPD, Zelených a Die Linke považován za jednu z více pravděpodobných koalic po volbách v září 2021. V těch získala nejvíce mandátů – 206 z 735 – SPD před druhou CDU/CSU s 196, Zelení skončili třetí a FDP čtvrtá. Kvůli slabému výsledku Linke a vyloučení pokračování Velké koalice oběma vládními stranami byly bezprostředně po volbách Semafor a Jamajka považovány za nejpravděpodobnější varianty nové vlády. Žluto-zelená složka semaforové či jamajské koalice byla během vyjednávání podle citronu a limetky pojmenována „Citrusová koalice“. Vyjednávání mezi SPD, FDP a Zelenými oficiálně probíhalo od 21. října do 24. listopadu, kdy byla zveřejněna koaliční smlouva čekající na interní schválení jednotlivými stranami. Mezi body smlouvy patří například konec používání uhlí do roku 2030, imigrační reforma, povolení regulovaného obchodu s marihuanou nebo zvýšení minimální mzdy na 12 euro za hodinu. Smlouva byla podepsána 7. prosince 2021 a následujícího dne byl Olaf Scholz jmenován kancléřem. Ministry jeho kabinetu se stalo sedm členů SPD, pět členů Zelených a čtyři členové FDP. Fungování koalice bylo narušeno v listopadu 2023, kdy ústavní soud zakázal používání mimorozpočtových pandemických fondů k pomoci průmyslu a boji se změnou klimatu. Během jednání 6. listopadu 2024 lídr FDP Lindner nesouhlasil se Scholzovým plánem na navýšení poměru dluhu k HDP a kancléř jej odvolal se záměrem pokračovat se Zelenými v menšinové vládě do předčasných voleb v únoru 2025.